# Uponor
Uponor je finská firma, který působí po celém světě hlavně Evropě a Severní Americe.
Operuje ve 26 zemích a má 8 výrobních závodů v 8 zemích: Finsko, Švédsko, Německo a USA. Zaměstnává kolem 3 800 zaměstnanců ve 26 zemích světa. Od 6. června 1988 je obchodována na burze Nasdaq OMX Helsinki. Uponor Corporation má sídlo ve Vantaa.

## Produkty
Uponor nabízí tři základní řady produktů:
- Systémy plošného chlazení a vytápění
- Rozvody vody a otopných soustav
- Systémy pro infrastrukturu

Hlavními obchodními partnery a zákazníky jsou profesionálové z oblasti průmyslu a stavebnictví – designéři, architekti, stavebníci a instalatéři, dále vlastníci nemovitostí a developeři, obce a komunální firmy.